# Prionolabis antennata
Prionolabis antennata är en tvåvingeart som först beskrevs av Daniel William Coquillett 1905.  Prionolabis antennata ingår i släktet Prionolabis och familjen småharkrankar. Inga underarter finns listade i Catalogue of Life.